# Ulige Numre
Ulige Numre var et dansk rockband bestående af Carl Emil Petersen (forsanger og guitar), Casper Olesen (bas), Teis Lindeskov Søgaard (trommer), Lasse Ziegler (guitar) og Jacob Ulstrup (keyboard).

## Karriere
Bandet udgav den 26. september 2011 debutsinglen "København" som video på Youtube. Videoen, der indeholder en række klip fra København og ældre danske film, opnåede på kort tid flere tusinde visninger, og medførte betydelig medieomtale. Den 31. oktober 2011 udgav Ulige Numre den anmelderroste debut-EP med titlen Ulige numre. EP'en er udgivet på pladeselskabet Auditorium og er produceret af Nikolaj Nørlund. Ulige Numre optrådte den 4. november 2011 i tv-programmet Det Nye Talkshow - med Anders Lund Madsen. Ved Årets Steppeulv i 2012 modtog "København" prisen for "Årets Sang". Yderligere vandt bandet prisen P3 talentet ved P3 Guld i Koncertsalen d. 6. april 2012.
Den 17. februar 2012 optrådte X-Factor-deltager Morten Benjamin på DR1 med sangen 'København".
Ulige Numre udsendte i juni måned 2013 singlen "Blå" fra debutalbummet Nu til Dags, der blev udgivet den 12. august 2013 på pladeselskabet Auditorium.
Ulige Numres andet album Grand Prix udkom den 13. april 2015 og nåede førstepladsen på den danske hitliste. Albummet modtog i februar 2017 guld for 10.000 solgte eksemplarer.
Ved X Factor-finalen i 2015 optrådte Ulige Numre med Jógvan, hvor de opførte sangene "Halvnøgen" og "København". Samme år vandt bandet prisen "årets danske rockudgivelse" ved Danish Music Awards, og forsanger og sangskriver Carl Emil Petersen vandt prisen som "årets danske sangskriver".
Den 13. marts 2017 oplyste bandet på Facebook, at medlemmerne havde besluttet at opløse det. Medlemmerne skrev, at det har været en god tid, men at alt har en ende.

## Film og tv
Nyt blod (DR, 2014)

## Diskografi

### Album
- Nu til dags (12. august 2013)
- Grand Prix (13. april 2015)

### EP'er
- Brun & Blond (EP, demo) (10. juli 2010)
- Ulige Numre (31. oktober 2011)

### Singler
- "København" (11. august 2011)
- "Blå" (3. juni 2013)
- "Halvnøgen" (26. januar 2015)